# Arenys d'Empordà
Arenys d'Empordà és una entitat de població del municipi altempordanès de Garrigàs, a l'esquerra del Fluvià. El 2007 tenia 95 habitants.
Al jaciment de Puig Ferrer s'hi ha trobat una sitja ibèrica i traces d'un possible habitat. Al de Puig Sorrer, a la riba esquerra del Fluvià s'han trobat tretze sitges més, de les quals les antigues daten del segle ii aC.
El primer esment escrit de l'església de Sancti Saturnini de Arens data de 1019. El nom podria venir d'arena, sorra o d'un antropònim llatí Arenius. Durant l'antic règim, el poble i el castell pertanyien al capítol de Girona.
El 1846 el poble d'Arenys d'Empordà conjuntament amb Vilajoan, Ermedàs i Tonyà va ser incorporat al municipi de Garrigàs.

## Llocs d'interès
- Església de Sant Sadurní en estil romànice
- Castell, segles xiv - xv,[5] possessió dels Palol, primer, els Vivet, els Cruïlles, Ferrer i finalment, els Sarrà.[6]
- Mas Pagès, segle xviii[7]
- Torre modernista Casa Francès (1877), on van viure i morir l'escriptor madrileny José Francés i la ballarina catalana Àurea de Sarrà.[8]
- Veïnat del raval de l'església, segles xvii - xviii
- Paratge del riu Fluvià amb la central hidroelèctrica del segle xix, teatre d'una riuada de 3,6m el 1940.[9]